# Тујмази
Тујмази (рус. Туймазы) град је у Русији у републици Башкортостан. Према попису становништва из 2010. у граду је живело 66.849 становника.

## Становништво
Према прелиминарним подацима са пописа, у граду је 2010. живело 66.849 становника, 162 (0,24%) више него 2002.
| 1939. | 1959.  | 1970.  | 1979.  | 1989.  | 2002.  | 2010.  |
| ----- | ------ | ------ | ------ | ------ | ------ | ------ |
| 9.220 | 23.408 | 37.021 | 43.670 | 57.887 | 66.687 | 66.836 |